# Coihueco (ort)
Coihueco är en ort i Chile.   Den ligger i provinsen Provincia de Ñuble och regionen Región del Biobío, i den södra delen av landet, 400 km söder om huvudstaden Santiago de Chile. Coihueco ligger 257 meter över havet och antalet invånare är 7 346.
Terrängen runt Coihueco är platt åt nordväst, men åt sydost är den kuperad. Runt Coihueco är det glesbefolkat, med 10 invånare per kvadratkilometer.. Det finns inga andra samhällen i närheten.
I omgivningarna runt Coihueco växer i huvudsak blandskog.